# Бенкнер, Шарлотта
Шарлотта Бенкнер (урожденная Энтерлейн, англ. Enterlein; 16 ноября 1889 – 14 мая 2004) — американская долгожительница. Была признана старейшим верифицированным живущим человеком после смерти  Митоё Каватэ в 2003 году. Однако позже были верифицированы Рамона Тринидад Иглесиас Хордан и Мария Каповилья, что поставило Бенкнер на третье место по возрасту на момент её смерти.

## Биография
Бенкнер родилась в Лейпциге, Германская Империя и эмигрировала в США в 1896 году. Она выросла в Пикскилле, Нью-Йорк, где её семья управляла отелем "Альберт". Однажды Шарлотта встретила тогдашнего президента Соединенных Штатов Теодора Рузвельта. В 1908 она вступила в брак с Карлом Бенкнером и перебралась на запад. Она жила в Пенсильвании и Огайо, прежде чем переехала в Аризону. Уже будучи самым старым человеком в Аризоне, Шарлотта вернулась в Огайо, чтобы жить в Норт-Лиме. 
Она стала старейшим признанным человеком в США среди живущих в октябре 2003 года, когда умерла 114-летняя Элена Слау. В последние годы Бенкнер жила со своей сестрой Тилли О'Хара (младшей из братьев и сестер), о которой она когда-то заботилась, пока их родители управляли отелем. Позже Тилли (родившаяся 15 февраля 1904 года) умерла, всего за три недели до того, как стала столетней, 25 января 2004 года. Шарлотта пережила сестру всего на четыре месяца.
Скончалась в возрасте 114 лет, 180 дней после кратковременной госпитализации в Янгстауне, Огайо, и была похоронена в Пикскилле.

## См.также
- Долгожитель
- Список старейших людей в мире
- Список старейших женщин